# 訃報 1973年8月
訃報 1973年8月（ふほう 1973ねん8がつ）では、1973年（昭和48年）8月中に物故した、又は物故が報じられた人物についてまとめる。

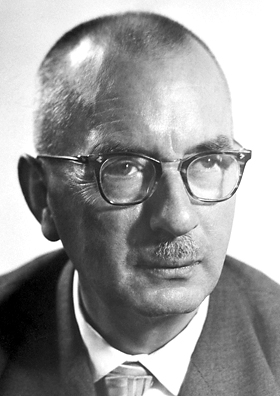
カール・ツィーグラー / 8月11日没

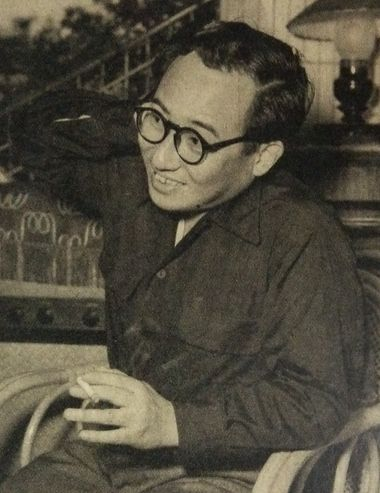
倉金章介 / 8月25日没

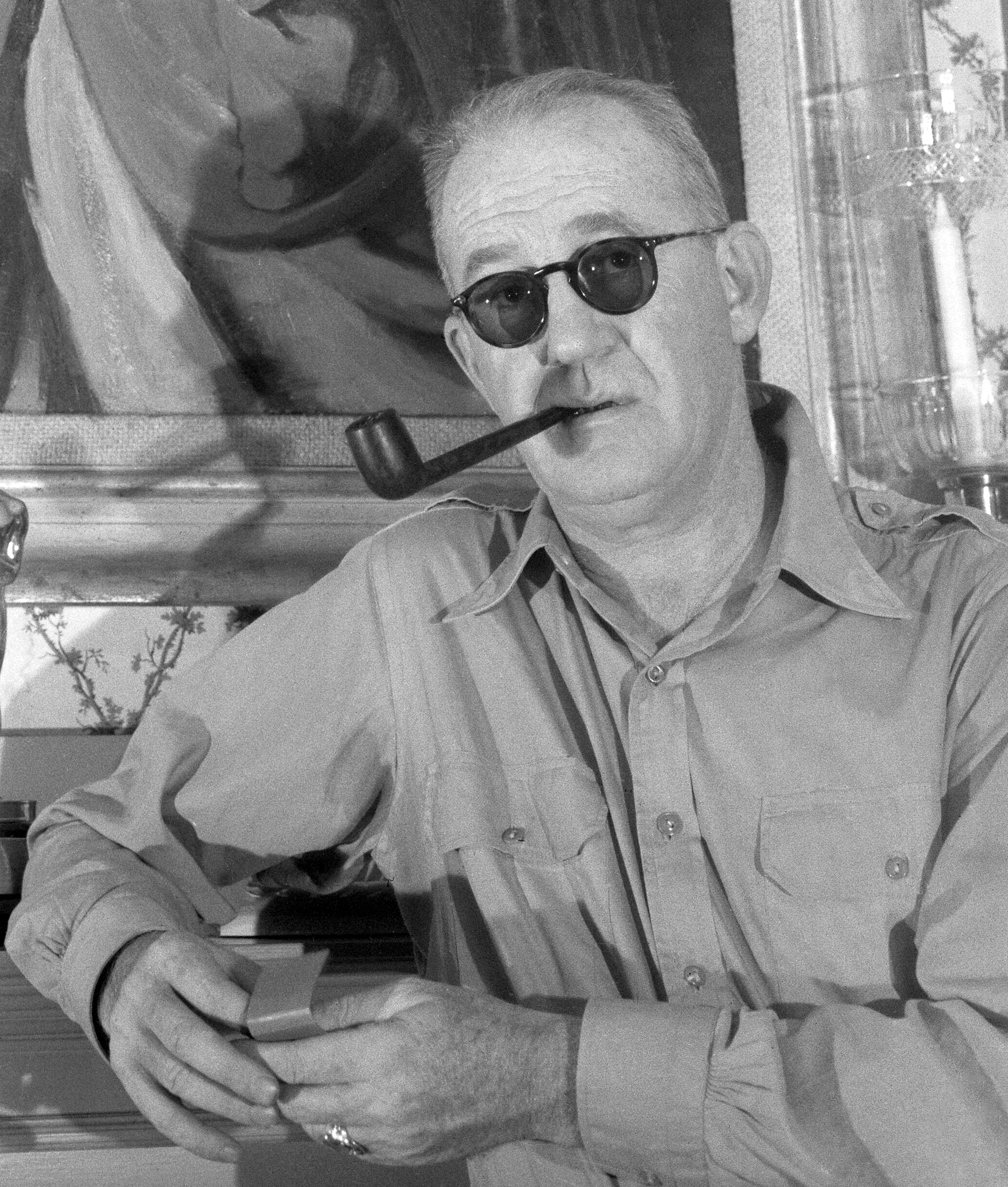
ジョン・フォード / 8月31日没

## （1日 - 15日）
- 8月1日 - ジャン・フランチェスコ・マリピエロ、作曲家（* 1882年）
- 8月1日 - ヴァルター・ウルブリヒト、ドイツ民主共和国（東ドイツ）の指導者（* 1893年）
- 8月2日 - ジャン＝ピエール・メルヴィル、映画監督（* 1917年）
- 8月2日 - 永田寛定、スペイン文学者（* 1885年）
- 8月2日 - ベルトラメリ能子、声楽家・ソプラノ歌手（* 1903年）
- 8月3日 - 時実利彦、生理学者（* 1909年）
- 8月5日 - 苅田アサノ、政治家・婦人運動家・著述家（* 1905年）
- 8月5日 - 服部逸郎、作曲家・アナウンサー（* 1907年）
- 8月7日 - 高瀬清、社会主義運動家（* 1901年）
- 8月7日 - 福田令寿、医師・教育者（* 1873年）
- 8月8日 - 井下清、造園家（* 1884年）
- 8月8日 - 阪本牙城、漫画家・水墨画家（* 1895年）
- 8月9日 - 谷口久次郎、政治家・滋賀県知事（* 1886年）
- 8月11日 - カール・ツィーグラー、化学者（* 1898年）
- 8月11日 - 菅井一郎、俳優（* 1907年）
- 8月13日 - 横谷輝、児童文学作家・評論家（* 1929年）
- 8月15日 - 長谷外余男、神職・元熱田神宮宮司（* 1890年）

## （16日 - 31日）
- 8月16日 - セルマン・ワクスマン、生化学者（* 1888年）
- 8月17日 - アーサー・W・ラドフォード、アメリカ海軍の大将・アメリカ統合参謀本部議長（* 1896年）
- 8月17日 - ジャン・バラケ、作曲家（* 1928年）
- 8月17日 - 吉田テフ子、作詞家（* 1920年）
- 8月18日 - 中西功、共産主義運動の活動家・政治評論家（* 1910年）
- 8月18日 - 小林美代子、小説家（* 1917年）
- 8月18日 - 益谷秀次、政治家（* 1888年）
- 8月19日 - 菊池長右衛門、政治家（* 1901年）
- 8月20日 - 橋本象造、海軍軍人（* 1894年）
- 8月23日 - 祐田善雄、国文学者（* 1909年）
- 8月24日 - 荒木萬壽夫、政治家（* 1901年）
- 8月25日 - 倉金章介、漫画家（* 1914年）
- 8月25日 - 緒方知三郎、病理学者（* 1883年）
- 8月26日 - 長谷川昇、洋画家・日本芸術院会員（* 1886年）
- 8月26日 - 西門義一、植物病理学者・菌学者・農学博士（* 1892年）
- 8月27日 - 白鳥省吾、詩人・文人（* 1890年）
- 8月30日 - 織田政雄、俳優（* 1908年）
- 8月31日 - ジョン・フォード、映画監督（* 1894年）
- 8月31日 - 佐佐木勝造、実業家（* 1894年）